# Passiflora citrifolia
Passiflora citrifolia är en passionsblomsväxtart som först beskrevs av Antoine Laurent de Jussieu, och fick sitt nu gällande namn av Masters. Passiflora citrifolia ingår i släktet passionsblommor, och familjen passionsblomsväxter. Inga underarter finns listade i Catalogue of Life.